# Malek Maath
Malek Maath, né le 10 août 1981, est un footballeur saoudien. Il joue au poste d'attaquant avec l'équipe d'Arabie saoudite et le club de Al Ahly Djeddah.

## Carrière

### En équipe nationale
Maath participe à la coupe du monde 2006 avec l'équipe d'Arabie saoudite.  

## Palmarès
- 8 sélections (3 buts) en équipe nationale (au 23 juin 2006)